# Соколиное (озеро)
Соколи́ное (устар. Коконселькя) — озеро на Карельском перешейке в Выборгском районе Ленинградской области.
Площадь поверхности — 3,6 км². Площадь водосборного бассейна — 355 км².
Озеро расположено севернее посёлка Овсово в окружении смешанных лесов с преобладанием хвойных пород деревьев. По берегам произрастает кустарник. Через водоём протекает река Талинйоки, впадающая в реку Перовку. Перовка впадает в озеро Краснохолмское, из которого берёт начало река Суоккаанвирта, впадающая в Новинский залив, являющийся частью системы Сайменского канала, выходящего в Финский залив. С юго-востока в Соколиное впадает протока, несущая воды озёр Утиного, Большого Молочного и Большого Лесного.